# Ustawa o opiece społecznej (1923)
Ustawa z dnia 16 sierpnia 1923 r. o opiece społecznej – ustawa uchwalona przez Sejm II RP I kadencji, regulująca kwestie prawne związane z opieką społeczną w latach 1924–1991.

## Geneza
Ludność odrodzonej Polski po zakończeniu działań wojennych borykała się z licznymi problemami ekonomicznymi i społecznymi. Na części obszaru kraju panowało wieloaspektowe zacofanie. Skutkiem zaborów było rozbicie wewnętrzne dawnych dzielnic rozbiorowych, dawały też o sobie znać konflikty klasowe, narodowościowe i społeczne.
Z uwagi na brak uregulowań prawnych w zakresie zagadnień pomocy (wówczas opieki) społecznej, już w pierwszych miesiącach po odzyskaniu przez Polskę niepodległości (1918), istniała konieczność ujęcia w ramy ustawowe kwestii opieki społecznej państwa. W związku z tym 4 marca 1921 grupa posłów pod przywództwem księdza Wacława Blizińskiego wniosła projekt ustawy porządkującej zagadnienia opieki społecznej, w części rozwiązań wzorowanej na rozwiązaniach włoskich, belgijskich, francuskich, a także na elementach regulowanych przez pruskie prawo o opiece społecznej (Unterstutzungswohnsitzgesetz z 6 czerwca 1870).

## Charakter i stosowanie

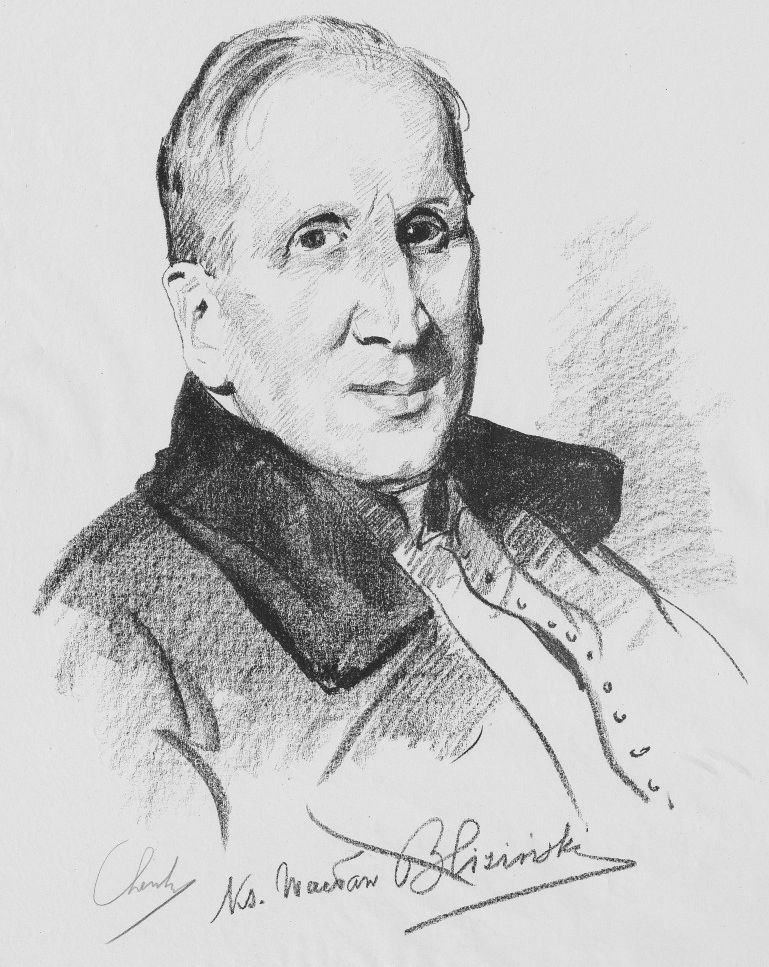
Ksiądz Wacław Bliziński (główny inicjator stworzenia ustawy)

Projekt ustawy był procedowany w Sejmie Ustawodawczym, a następnie w Sejmie I Kadencji. Uchwalono go ostatecznie jako Ustawę o opiece społecznej 16 sierpnia 1923.
Akt miał 26 artykułów i nakreślał ogólną koncepcję budowanej od podstaw w II Rzeczypospolitej opieki społecznej. Formułował dwie zasady nadrzędne: wszystkim potrzebującym państwo powinno udzielić pomocy oraz obowiązek realizowania tej pomocy spoczywa na gminach (częściowo współpracujących w tej materii z sektorem pozarządowym). Ustawę uzupełniał szereg aktów prawnych normujących zagadnienia, z których część udało się uchwalić dopiero po kilkunastu latach. Ustawa nakładała na państwo obowiązek opieki wobec szeregu kategorii osób, ale nie zobowiązywała tych osób do podejmowania jakichkolwiek działań ani aktywności. Na bierność jednostki wobec swojej sytuacji w kontekście ustawy wskazywał m.in. Jan Starczewski. Konsekwencją włączania lokalnych struktur w system opieki społecznej było powołanie stanowisk opiekunów społecznych oraz tworzenie komisji opieki społecznej. Na podstawie rozporządzenia o opiekunach społecznych i o komisjach opieki społecznej z marca 1928, gminni opiekunowie społeczni pełnili swoje obowiązki honorowo i bezpłatnie
(mogli liczyć tylko na zwrot kosztów związanych z wykonywaniem swojej pracy).
Ustawa nie objęła swoim zasięgiem całego terytorium II Rzeczypospolitej. W województwach poznańskim, śląskim i pomorskim pozostawiono, jako obowiązujące, wcześniejsze akty pruskie, a w części cieszyńskiej województwa śląskiego obowiązywały uregulowania austriackie. W Poznańskiem pomoc społeczna definiowana była jako udzielenie przytułku, niezbędnego do życia utrzymania, pieczy potrzebnej w razie choroby, zaś na wypadek śmierci odpowiedniego pogrzebu. Uchwalane do ustawy akty prawne, choć nowoczesne na tle rozwiązań europejskich, częstokroć wychodziły daleko poza możliwości finansowe i organizacyjne poszczególnych gmin czy współpracujących z nimi organizacji społecznych. Mimo że realizowano je wybiórczo, najpełniej w większych miastach, to jednak dzięki progresywnemu podejściu ustawodawcy, wpływały one kreatywnie na rozwój polskiej pomocy społecznej.

## Wnioskodawcy
Oprócz Wacława Blizińskiego projekt ustawy tworzyli i wniosek o jej uchwalenie podpisali: biskup Augustyn Łosiński oraz (w większości prawicowi) posłowie, m.in.: Józef Biliński, Franciszek Buczny, Ignacy Imiłkowski, Władysław Opala, Walenty Równicki, Stanisław Szperna i Dominik Tutaj.

## Nowelizacje
Ustawa została znowelizowana 8 razy. Ostatnia zmiana weszła w życie 27 maja 1990.

## Uchylenie ustawy
16 stycznia 1991 roku ustawa została zastąpiona przez ustawę z dnia 29 listopada 1990 r. o pomocy społecznej, a przepisy uchylający ustawę z 1928 r. został zawarty w art. 59 ustawy z 1990 r.